# Afronisia flavescens
Afronisia flavescens är en insektsart som först beskrevs av Synave 1971.  Afronisia flavescens ingår i släktet Afronisia och familjen Meenoplidae. Inga underarter finns listade i Catalogue of Life.